# Wichardsage

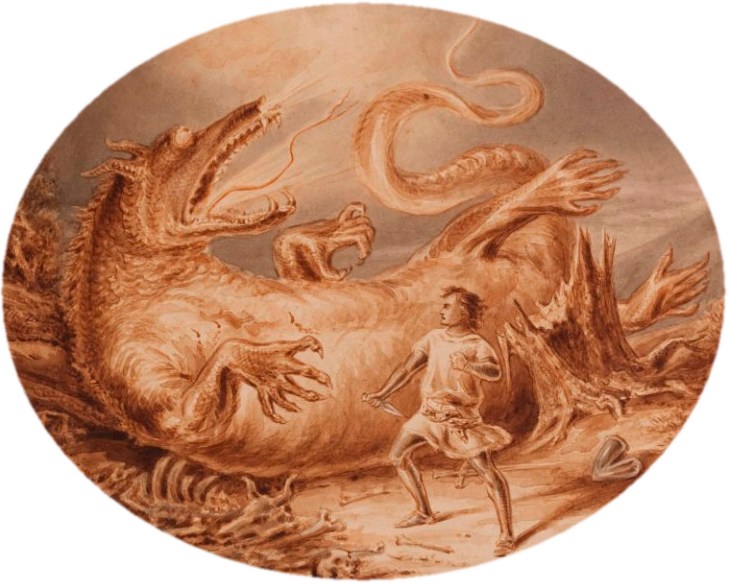
Gelderse draak door A.W.M.C. Verhuell 1869

De Wichardsage ook wel bekend als de Draak van Gelre is een sage over de ontstaansgeschiedenis van de naam van Gelderland en de herkomst van de mispelrozen in het (oude) wapen van Gelderland. De sage is afkomstig uit een kroniek waarvan de oudst bekende variant in 1465 uitgegeven werd.

## Sage
"Lupold en Wichard, zonen van Otto, heer van Pont, hadden vernomen dat er een draak leefde onder een oude mispelboom. Deze teisterde zijn omgeving door mens en dier te vangen en te verscheuren. De zonen besloten het beest te doden, zij troffen inderdaad onder de oude mispelboom de draak. De draak krijste voortdurend: "Gelre, Gelre". De draak werd gedood. (Er bestaan verschillende varianten van de sage, waarin het meestal Wichard is die de draak alleen versloeg, Lupold die de draak versloeg, en varianten dat ze het samen deden.) Op de plaats waar de draak verslagen was, werd door de broers een slot gesticht welke zij "Gelre" noemde, naar het geluid dat de draak had gemaakt. Lupold overleed kinderloos en werd opgevolgd door zijn jongere broer Wichard die met een dochter van Zutphen (ook wel Margaretha, dochter van Herman van Hameland) was getrouwd, hij voerde vanaf dat moment drie mispelbloemen in zijn wapen ter herinnering dat de draak onder die oude mispelboom was verslagen."

## Achtergrond

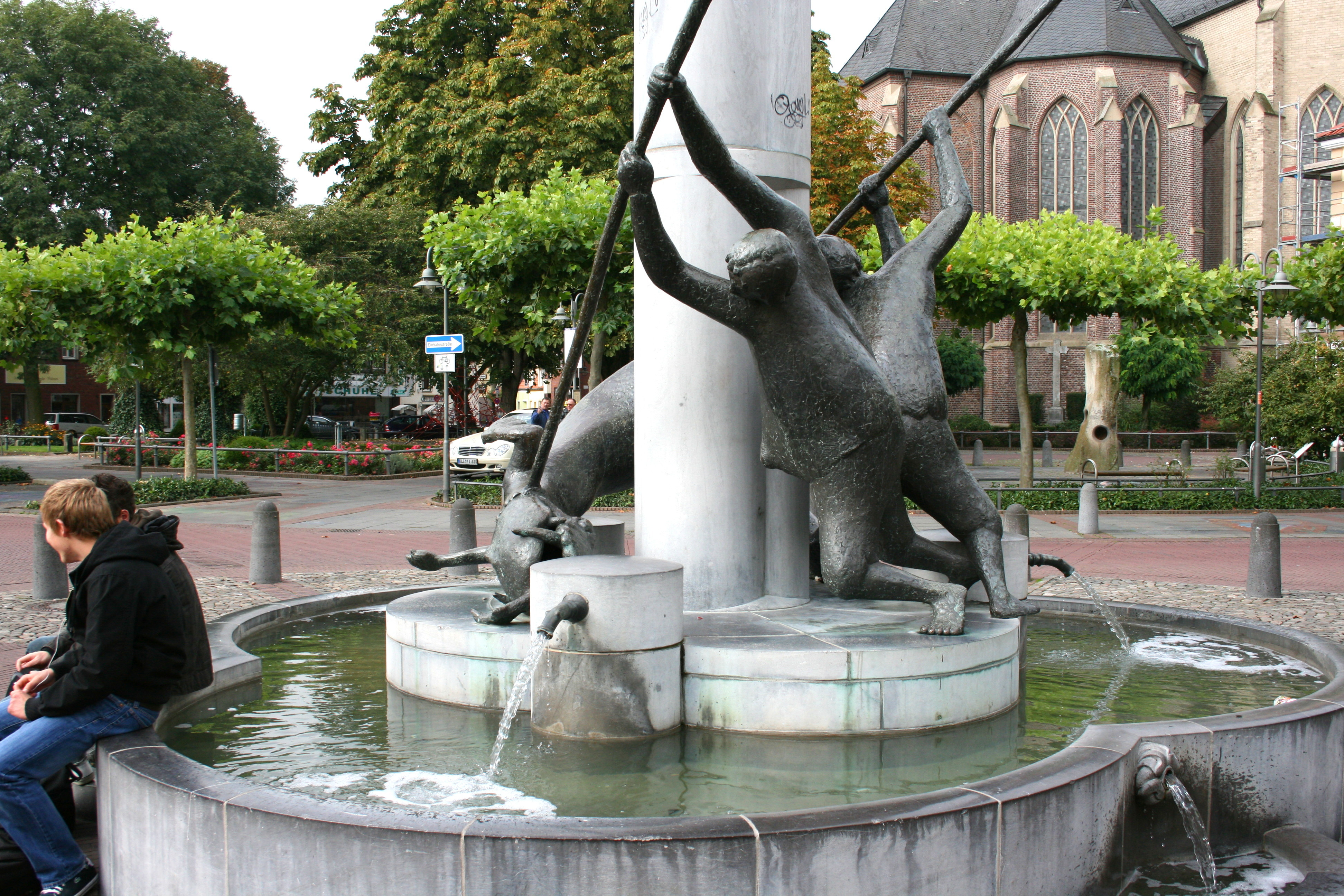
Drakenbron in Geldern

Willem van Berchen laat in zijn tijd de geschiedenis van het hertogdom Gelre beginnen met de bovenvermelde drakensage, dat zich zou hebben afgespeeld in het jaar 878. De kroniek werd in 1465 uitgegeven. Mogelijk is het verhaal ouder, onbekend is (nog altijd) de oorsprong van het verhaal. De mispelbloemen werden in het oudst bekende verhaal niet vermeld. De mispelbloemen duiken pas in een versie uit het jaar 1558 voor het eerst op. De mispelbloemen die op verschillende Gelderse wapens prijken, zorgden voor een tastbaar bewijs van de geloofwaardigheid van de sage wat een mogelijke verklaring zou kunnen zijn van deze toevoeging. Auteurs in de 19e eeuw legden in hun tijd een link naar een mogelijke metafoor. De draak zou volgens deze zienswijze als beeldvorming van het heidendom gezien moeten worden. Soms worden in dit geval ook Vikingen bedoeld. Het heidendom dat door christelijke broers verslagen werd om zodoende het christendom te verspreiden. 
De sage geniet in Duitsland meer bekendheid dan in Nederland zelf. Met name in het Duitse Geldern, bakermat van hedendaags Gelderland. De kerktoren van deze stad had tot 1945 geen weerhaan, maar een draak op de torenspits. In 1921 en 1922 werd in Geldern tevens noodgeld uitgegeven met een afbeelding van de draak. In 1990 werd daar op de markt een fontein geplaatst met de Gelderse draak.

## Verwijzingen
- Jacob Gerard Staringh schreef een gedicht over de sage
- Heidevolk schreef een lied over de sage
- Een afbeelding van de draak is te zien op Duits noodgeld uit 1922
- Tijdens het Gebroeders van Limburg Festival in Nijmegen is een nagebouwde draak het pronkstuk
- Marc van Delft heeft een muziekstuk gecomponeerd over de sage